# Panonija (Bačka Topola)
Panonija (v srbské cyrilici Панонија, maďarsky Pannónia) je vesnice v severní části Srbska. Administrativně spadá pod opštinu Bačka Topola
V roce 2002 mělo podle sčítání lidu celkem 794 obyvatel. Většina obyvatel je srbské národnosti. 
Nachází se zde zámek Kaštel z poloviny 19. století. Jižně od vsi protéká říčka Krivaja, nachází se zde také přírodní rezervace a rozsáhlý lužní les.